# Georg Weig
Georg Weig, né le 14 décembre 1883 à Beratzhausen et mort le 3 octobre 1941 à Tsingtao, est un missionnaire catholique allemand de la société du Verbe-Divin qui fut évêque in partibus d'Antandrus (de), et vicaire apostolique de Tsingtao en Chine et en fit bâtir la cathédrale Saint-Michel.

## Biographie

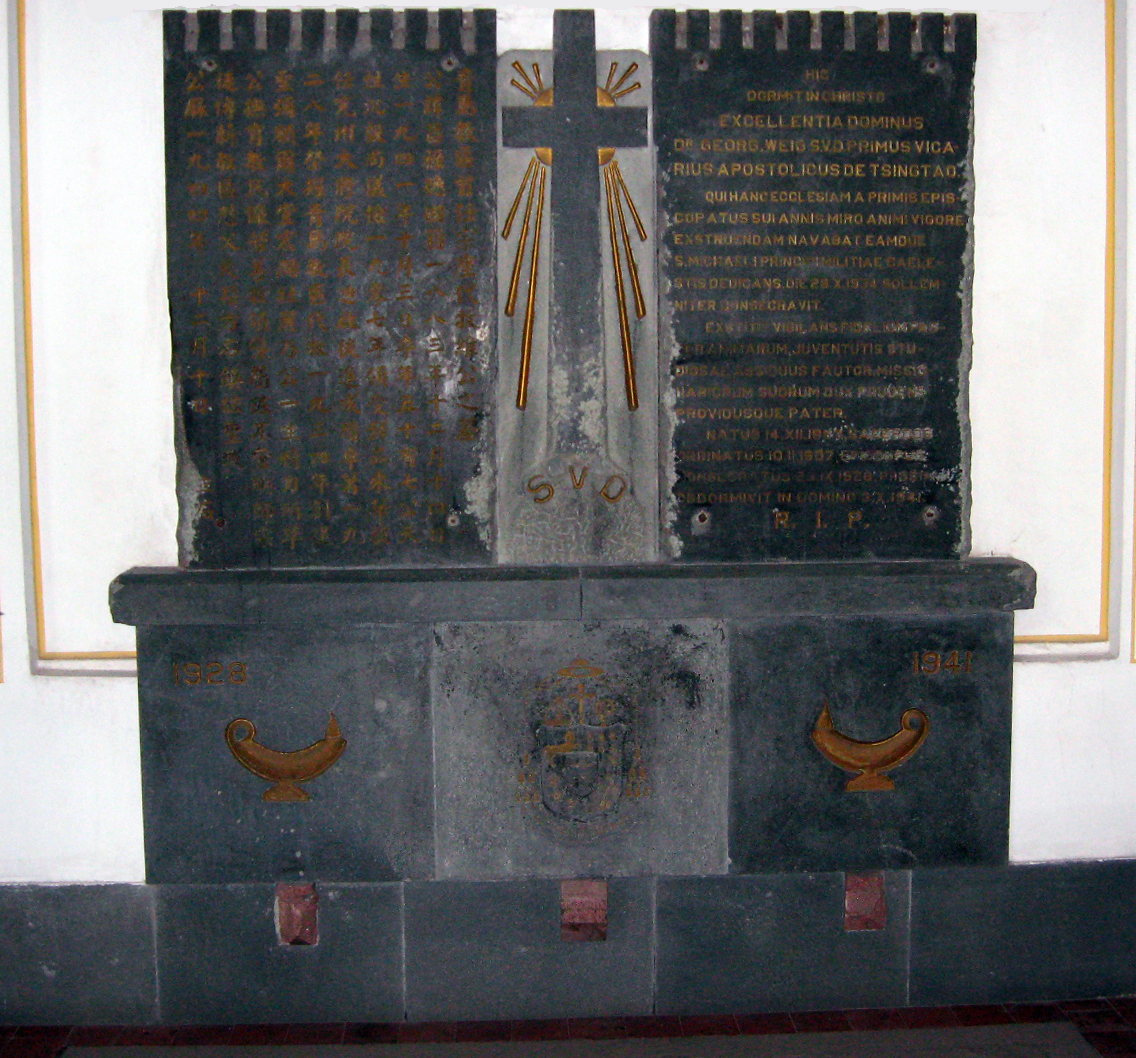
Tombe de Mgr Weig dans la cathédrale

Georg Weig est ordonné en 1907 et il est envoyé en Chine dans le vicariat apostolique du Sud-Shandong, administré par la Societas Verbi Divini et Mgr Henninghaus. En 1925 le vicariat crée la préfecture apostolique de Tsingtao et Georg Weig en est nommé à la tête, le 18 mars de la même année, et consacré évêque in partibus d'Antandrus (de), le 23 septembre 1926. La préfecture est érigée en vicariat apostolique en juin 1928. Il décide de l'édification d'une cathédrale, la cathédrale Saint-Michel, qui est bâtie de 1931 à 1934 et consacrée le 28 octobre 1934.
Il meurt le 3 octobre 1941, alors que sa ville est en pleine occupation japonaise (1938-1945) et est enterré dans la cathédrale. Un Chinois, Mgr Thomas Tien Ken-sin, svd, lui succède en 1942. Il sera le premier évêque chinois à être élevé au cardinalat en 1946 (par Pie XII). La cathédrale, fermée depuis 1953, est vandalisée par les gardes rouges pendant la révolution culturelle. Elle rouvre en 1981.